# Mycodrosophila sunguru
Mycodrosophila sunguru är en tvåvingeart som beskrevs av Burla 1954. Mycodrosophila sunguru ingår i släktet Mycodrosophila och familjen daggflugor.
Artens utbredningsområde är Elfenbenskusten. Inga underarter finns listade i Catalogue of Life.